# Punch (rivista)

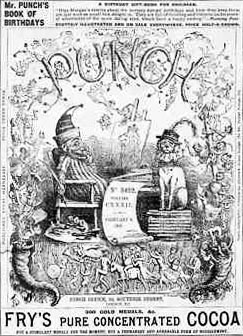
Copertina di un numero del 1867

Il Punch fu un'importante rivista satirica britannica. Pubblicata con periodicità settimanale dal 1841 al 1992, e poi dal 1996 al 2002, il Punch ebbe fra i suoi collaboratori molti celebri scrittori e illustratori del XIX e XX secolo.

## Storia
Punch fu fondata il 17 luglio 1841 da Henry Mayhew e dall'incisore Ebenezer Landells. Fu inizialmente curata da Mayhew (che avrebbe poi abbandonato quattro anni dopo) e Mark Lemon. Il nome "Punch" era un omaggio alla maschera omonima del teatro dei burattini di Punch e Judy (una versione clownesca, ma anche malvagia, del Pulcinella della commedia dell'arte italiana); allo stesso tempo, era legato a un gioco di parole sulla bevanda omonima: "punch is nothing without lemon", ovvero "il punch non è niente senza limone", o "senza (Mark) Lemon".
Il Punch ha utilizzato per primo la parola "cartoon" per indicare i suoi disegni satirici, in particolare da parte del disegnatore John Leech ad incominciare dal suo "Cartoon No 1" del 1843.
Le copertine dei primi numeri, disegnate da Archibald Henning, riportavano il sottotitolo The London Charivari, con riferimento alla rivista satirica francese Le Charivari. In seguito questo riferimento venne tolto, e la grafica delle copertine subì numerose altre modifiche nel tempo; la versione divenuta poi classica fu progettata da Richard Doyle nel 1849.
Il Punch divenne molto popolare nei salotti inglesi a causa del suo humour sofisticato e per l'assenza di materiale offensivo, soprattutto se visto in contrapposizione con la stampa satirica del tempo. Il Times utilizzò alcuni estratti dal Punch come riempitivi di colonna, dando pubblicità gratuita alla rivista e, indirettamente, la concessione di un certo grado di rispettabilità, un privilegio di cui non godevano le altre pubblicazione a fumetti.
Con Punch collaborarono moltissimi celebri scrittori, giornalisti e illustratori britannici. La popolarità della rivista raggiunse il suo culmine negli anni quaranta, con circa 175.000 abbonamenti.
Alla metà del Novecento Punch iniziò a perdere la propria presa sul pubblico, e nel 1992 dovette chiudere dopo 150 anni di attività.
All'inizio del 1996, l'imprenditore egiziano Mohamed Al-Fayed acquistò i diritti sul nome della rivista e ne finanziò la riapertura. La nuova incarnazione di Punch non ebbe successo, e dovette chiudere nuovamente nel 2002, con una perdita stimata di 16 milioni di sterline.

## Collaboratori

### Caporedattori (editor)
- Mark Lemon (1841-1870)
- Henry Mayhew (1841-1842)
- Charles William Shirley Brooks (1870-1874)
- Tom Taylor (1874-1880)
- Sir Francis Burnand (1880-1906)
- Sir Owen Seaman (1906-1932)
- E.V. Knox (1932-1949)
- Kenneth Bird (1949-1952)
- Malcolm Muggeridge (1953-1957)
- Bernard Hollowood (1958-1968)
- William Davis (1969-1977)
- Alan Coren (1978-1987)
- David Taylor (1988)
- David Thomas (1989-1992)
- Peter McKay (settembre 1996-1997)
- Paul Spike (1997)
- James Steen (1997-2001)
- Richard Brass (2001-2002)

### Illustratori celebri
- George Adamson
- Quentin Blake
- Murray Ball
- Gerald Curtis Delano
- Luigi Pericle Giovannetti
- John Leech
- George du Maurier
- Edward Linley Sambourne
- John Tenniel
- Norman Thelwell

### Autori celebri
- Kingsley Amis
- John Betjeman
- Willard R. Espy
- A. P. Herbert
- George du Maurier
- John McCrae
- A. A. Milne
- Anthony Powell
- W. C. Sellar
- R. J. Yeatman
- William Makepeace Thackeray
- Sir Henry Lucy
- Charles Farrar Browne
- P. G. Wodehouse
- Alfred Perceval Graves